# Petrus Forssberg
Gustaf Petrus Forssberg, född 9 maj 1880 i Hedvig Eleonora församling, Stockholm, död 21 juni 1949 i Oscars församling, Stockholm, var en svensk konstsmed och mönsterritare.
Han var son till konstsmeden Gustaf Alfred Forssberg och Anna Siggelin och från 1910 med Edith Stahre.
Forssberg studerade först för sin far och senare vid Tekniska skolan i Stockholm han studerade även i Tyskland och Österrike. Forssberg övertog sin fars konstsmidesverkstad i Stockholm 1905. Han specialiserade sig på belysningsarmaturer och var inom detta område stillbildande under 1900-talets första decennier. Han förädlade konstsmidet, särskilt genom att anpassa stilen efter materialet. Han medverkade i ett stort antal konstindustriutställningar i Sverige och utomlands. Han utförde även teckningar och akvareller av äldre bebyggelse på Östermalm, Statens historiska museum, Oxenstiernska gården och gamla byggnader vid Stockholms tygstation. Han medverkade med akvareller i HSB-utställningen God konst i alla hem.
Forssberg är representerad med smide vid Nationalmuseum och Helsingfors konstslöjdmuseum.